# Jan Kulczyk
Jan Jerzy Kulczyk (ur. 24 czerwca 1950 w Bydgoszczy, zm. 29 lipca 2015 w Wiedniu) – polski przedsiębiorca, właściciel przedsiębiorstwa Kulczyk Holding (z siedzibą w Warszawie) i międzynarodowej grupy inwestycyjnej Kulczyk Investments (z siedzibą w Luksemburgu oraz biurami w Londynie i Kijowie), od 2002 do śmierci regularnie klasyfikowany w rankingach tygodnika „Wprost” jako najbogatszy Polak.

## Życiorys
Urodził się w rodzinie przedsiębiorcy Henryka Kulczyka (1925–2013) i Ireny Kulczyk. Absolwent VI Liceum Ogólnokształcącego im. Jana i Jędrzeja Śniadeckich w Bydgoszczy (1968). Ukończył prawo na Uniwersytecie im. Adama Mickiewicza i handel zagraniczny na Akademii Ekonomicznej w Poznaniu. Posiadał stopień naukowy doktora nauk humanistycznych w zakresie nauk politycznych i prawa międzynarodowego – doktorat obronił w 1975 na Wydziale Nauk Społecznych UAM (Układ o podstawowych stosunkach między NRD a RFN, z 21 grudnia 1972 roku jako umowa międzynarodowa, promotor: Alfons Klafkowski). Był też pracownikiem naukowym Instytutu Zachodniego w Poznaniu, gdzie zajmował się tematyką niemiecką (członek komitetu honorowego Instytutu).

### Kariera biznesowa
Pierwszy kapitał na rozpoczęcie interesów Jan Kulczyk otrzymał od ojca Henryka. Na początku lat 80. XX wieku założył jedną z pierwszych w Polsce firm joint venture, a w 1982, po zmianach w przepisach prawnych, polonijną firmę handlową Interkulpol.
W latach 80. organem kontrolującym działalność wszystkich firm polonijnych była Polsko-Polonijna Izba Przemysłowo-Handlowa Inter-Polcom. Jan Kulczyk zasiadał w jej władzach obok ojca Henryka. Był m.in. członkiem zarządu, zastępcą prezesa, a wreszcie prezesem. Blisko współpracował z Andrzejem Malinowskim, ówczesnym wiceministrem handlu wewnętrznego.
W 1988 Jan Kulczyk został oficjalnym dealerem Volkswagena w Polsce. Pierwszym wielkim interesem Kulczyka w III RP była w 1991 roku dostawa samochodów dla policji i UOP. Kierowane przez Andrzeja Milczanowskiego MSW zamówiło bez otwartego przetargu w firmie Kulczyka 3 tysiące samochodów za 150 milionów złotych.
W 1991 zarejestrował spółkę Kulczyk Holding Sp. z o.o., która w 1993 została przekształcona w spółkę akcyjną. Jan Kulczyk był przewodniczącym rady nadzorczej Kulczyk Holding.
Do zrealizowanych przez niego inwestycji należą m.in.:
- Telekomunikacja Polska SA (47,5% akcji w latach 2000–2005 objęte przez konsorcjum Kulczyk Holding SA – France Telecom SA, udział Kulczyk Holding wynosił 13,6%)
- Polska Telefonia Cyfrowa Sp. z o.o. (4,8% udziałów w latach 1993–1999 w partnerstwie z Deutsche Telekom Mobil Net GmbH)
- TUiR Warta SA – w latach 1996–2006, prawie 70% w szczytowym okresie. Wszystkie akcje zakupiono na giełdzie, z wyjątkiem 19,8% zakupionych od skarbu państwa w ramach przetargu[7]
- PTE WARTA S.A. (50% akcji w latach 2000–2005)
- PKN Orlen (ok. 5% w latach 2001–2005).

W 2005 wyjechał za granicę i zamieszkał w Londynie, skąd zaczął planować międzynarodowe inwestycje. W 2007 powołał w tym celu dom inwestycyjny Kulczyk Investment House, który ostatecznie przyjął nazwę Kulczyk Investments. Około 2006 roku rozwiódł się z żoną – Grażyną Kulczyk, której według mediów pozostawił krajowy majątek, do którego należało między innymi centrum handlowo-kulturalne Stary Browar w Poznaniu.
Biznesem zajmował się poprzez inwestowanie w branżach: energetyka, ropa naftowa i gaz, infrastruktura, nieruchomości, browarnictwo. Jego przedsiębiorstwo Kulczyk Investments miało 40% udział w Neconde Energy Limited, spółce wydobywającej ropę naftową w Nigerii, 3,49% w San Leon Energy, zajmującej się poszukiwaniem, oceną oraz wydobyciem złóż ropy naftowej i gazu ziemnego, 33,72% akcji Loon Energy Corporation, właściciela koncesji na poszukiwanie i wydobycie ropy w Kolumbii i Peru, 50,76% akcji Serinus Energy, spółki zajmującej się poszukiwaniem ropy i gazu na terenie Ukrainy, Tunezji i Rumunii, oraz 9,73% udziałów w Ophir Energy, właściciela koncesji na terenach roponośnych w Afryce. Portfel surowcowy Kulczyk Investments obejmował również 15,4% Strata Limited, spółki prowadzącej projekty surowcowe na terenie Afryki oraz 25% udziałów w spółce Centar poszukującej surowców na terenie Afganistanu oraz innych krajów Azji Środkowej i Afryki.
W 2010 we współpracy z Silverstein Properties Inc. założył Kulczyk Silverstein Properties, spółkę joint venture specjalizującą się w nieruchomościach komercyjnych na rynku Europy Środkowo-Wschodniej. W 2008 zainwestował w budowę kompleksu biurowców w Dubaju. W Warszawie planował postawić biurowiec Kulczyk Tower, który ma być jednym z najwyższych w Europie kontynentalnej wieżowców. Zaangażował się też w sektorze finansowym budując sieć pośrednictwa kredytowego Family Finance. W 2009 wymienił pakiet 28% akcji Kompanii Piwowarskiej na 3% akcji spółki SABMiller, drugiego na świecie producenta piwa.
Poprzez spółki zależne miał 24% udziału w spółce Autostrady Wielkopolskiej, 40% Autostrada Wielkopolska II SA oraz 45% Autostrada Eksploatacja. Był również właścicielem 58,42% pakietu akcji Pekaes SA.
Kulczyk Investments stworzył pierwszą polską prywatną grupę energetyczną o zasięgu międzynarodowym – grupę spółek zintegrowanych pionowo działających pod wspólną marką Polenergia w obszarze wytwarzania energii z konwencjonalnych i odnawialnych źródeł, jak również dystrybucji oraz obrotu energią elektryczną i jej produktami. W 2011 roku nabył 100% udziałów w Elektrociepłowni Nowa Sarzyna. W 2009 nabył 90% udziałów w spółce Chemikals Sp. z o.o., operującej kolejowym terminalem przeładunkowym na granicy Polski z obwodem królewieckim. Do 2011, za pośrednictwem Kulczyk Pon Investment oraz Škoda Auto Polska sprowadzał do Polski samochody marek VW, Audi, Porsche, Škoda.
Po śmierci Jana Kulczyka spadkobiercami majątku zostały jego dzieci – Dominika i Sebastian Kulczyk. Do czerwca 2018 Dominika Kulczyk była przewodniczącą rady nadzorczej Kulczyk Investments oraz zajmowała się obszarem CSR w firmie. Sebastian Kulczyk od grudnia 2013 pełni stanowisko Prezesa Zarządu, a w sierpniu 2015 zastąpił ojca w radzie nadzorczej Ciech S.A.

### Pozostała działalność
Jan Kulczyk był współzałożycielem Polskiej Rady Biznesu, której prezesem był dwukrotnie. Znalazł się również wśród założycieli Polsko-Niemieckiej Izby Przemysłowo-Handlowej.
Był właścicielem zespołu pałacowego w Lubniewicach oraz zamku „Chateau de Madrit” w Villefranche-sur-Mer na Lazurowym Wybrzeżu we Francji.
Od czerwca 2006 zasiadał w Radzie Dyrektorów Międzynarodowego Zielonego Krzyża (Green Cross International) – organizacji afiliowanej przy ONZ zajmującej się bezpieczeństwem ekologicznym, a od 6 października 2007 pełnił funkcję przewodniczącego Rady.
Był również przewodniczącym Rady ds. Wspierania Badań Naukowych Uniwersytetu im. Adama Mickiewicza w Poznaniu i wieloletnim członkiem Rady Muzeum Narodowego w Poznaniu oraz Kościelnej Rady Gospodarczej. Zasiadał w Międzynarodowej Radzie Gubernatorów działającej przy Peres Center for Peace.
W lutym 2008 został włączony do konfraterni zakonu Paulinów.
W 2010 powołał do życia CEED Institute, inkubator myśli i rozwoju promujący kraje Europy Środkowo-Wschodniej.
Znamienity Darczyńca Muzeum Historii Żydów Polskich POLIN w 2012 przekazał 20 mln zł na budowę muzeum w Warszawie (sfinansowanie wystawy stałej oraz objęcie patronatem nowoczesnego audytorium). Była to największa jednorazowa donacja na rzecz nowo powstającego muzeum.
W marcu 2014 roku powołał do życia Radę Polskich Inwestorów w Afryce, w skład której weszli przedstawiciele najważniejszych polskich spółek inwestujących na tym kontynencie – Kulczyk Investments, Polpharma, Grupa Azoty, Krezus, Ursus i Lubawa. Celem działania Rady jest wspieranie polskich firm w ich staraniach nawiązywania kontaktów na rynkach afrykańskich.

### Kontrowersje
W 2002, wraz z 25 innymi osobami, był sygnatariuszem listu w obronie abpa Juliusza Paetza, podejrzewanego o seksualne molestowanie kleryków.
W 2004 został powiązany z aferą Orlenu. W raporcie Sejmowej Komisji Śledczej wskazano, że Jan Kulczyk mógł mieć duży, niewspółmierny do liczby posiadanych akcji, wpływ na działanie i obsadzanie kluczowych stanowisk w PKN Orlen. Dodatkowo wykazano, że Jan Kulczyk rozmawiał z byłym rezydentem KGB w Polsce Władimirem Ałganowem oraz wziął udział w spotkaniu z Romanem Giertychem na Jasnej Górze.
W celu wyjaśnienia afery Orlenu wszczęto postępowanie w prokuraturze w Katowicach oraz powołano sejmową komisję śledczą. Jan Kulczyk złożył wyjaśnienia przed Sejmową Komisją Śledczą i był czterokrotnie przesłuchiwany przez prokuraturę w charakterze świadka, ostatnio w kwietniu 2008. Ze względu na brak dowodów, prokuratura postanowiła umorzyć toczące się postępowanie.
Był jedną z osób, których prywatne rozmowy zostały nagrane, a następnie od 2014 były ujawniane w ramach tzw. afery podsłuchowej. W przypadku Jana Kulczyka nagrania dotyczyły rozmów m.in. z ówczesnym ministrem spraw zagranicznych Radosławem Sikorskim i prezesem NIK, Krzysztofem Kwiatkowskim. O domniemanych nieprawidłowościach przekazanych przez Kulczyka Kwiatkowskiemu, ten drugi w 2014 zawiadomił Agencję Bezpieczeństwa Wewnętrznego.
Jan Kulczyk był również łączony z aferą Kulczykpark i zarzutami wobec urzędników UM Poznania za zaniżenie ceny nieruchomości w centrum miasta pod inwestycję Stary Browar.

## Życie prywatne

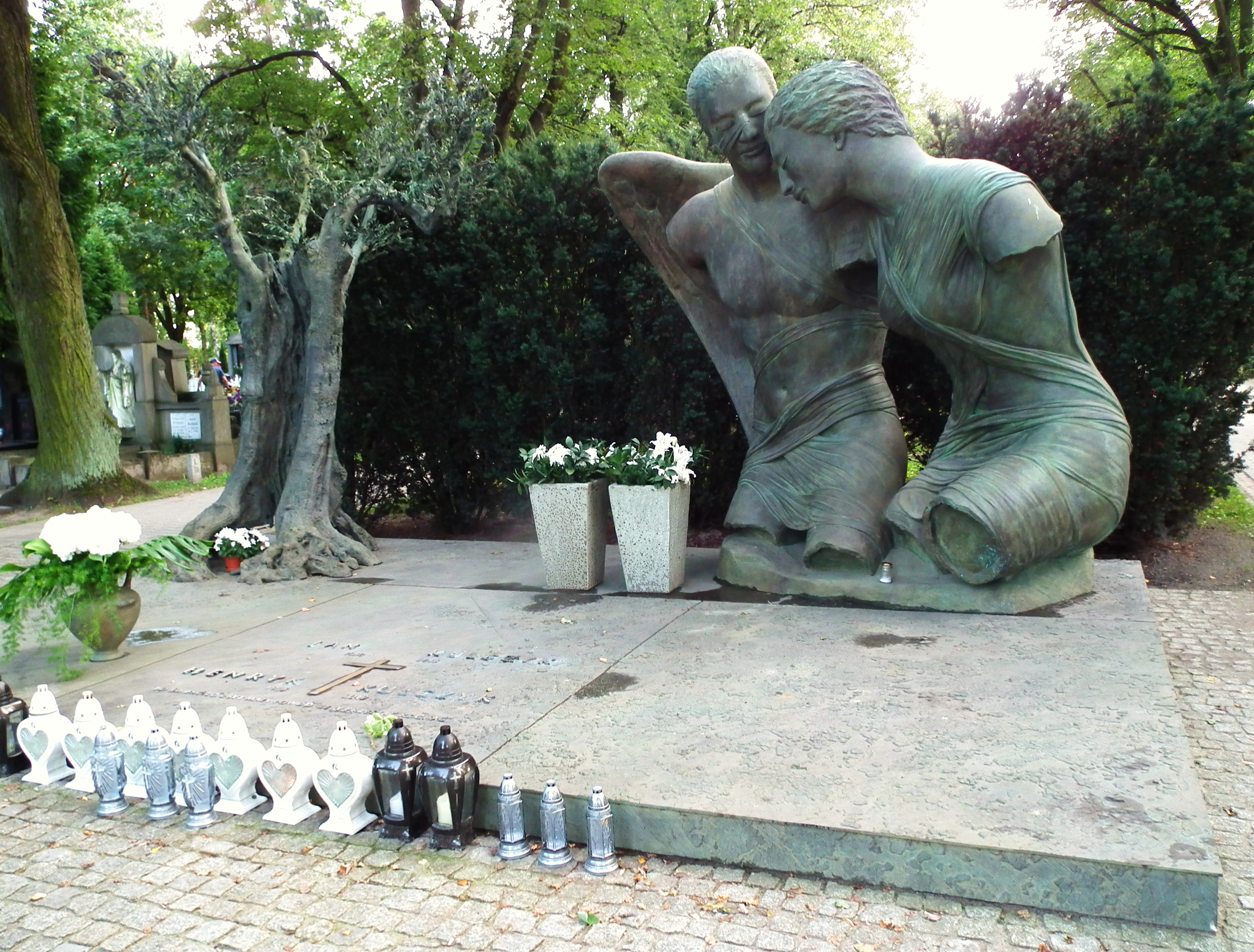
Grób na cmentarzu Jeżyckim

Z małżeństwa z Grażyną Kulczyk miał dwoje dzieci: Sebastiana (ur. 1980) i Dominikę (ur. 1977). Wieloletnią partnerką Kulczyka była projektantka mody Joanna Przetakiewicz. Miał dwoje wnuków: Jeremiego (ur. 2004) i Weronikę (ur. 2008).
Zmarł 29 lipca 2015 w Wiedniu w Allgemeines Krankenhaus der Stadt Wien w wyniku powikłań po zabiegu kardiologicznym; został pochowany na cmentarzu Jeżyckim w Poznaniu, w rodzinnym grobowcu, w którym wcześniej pochowano jego ojca Henryka Kulczyka.

## Najbogatszy człowiek w Polsce

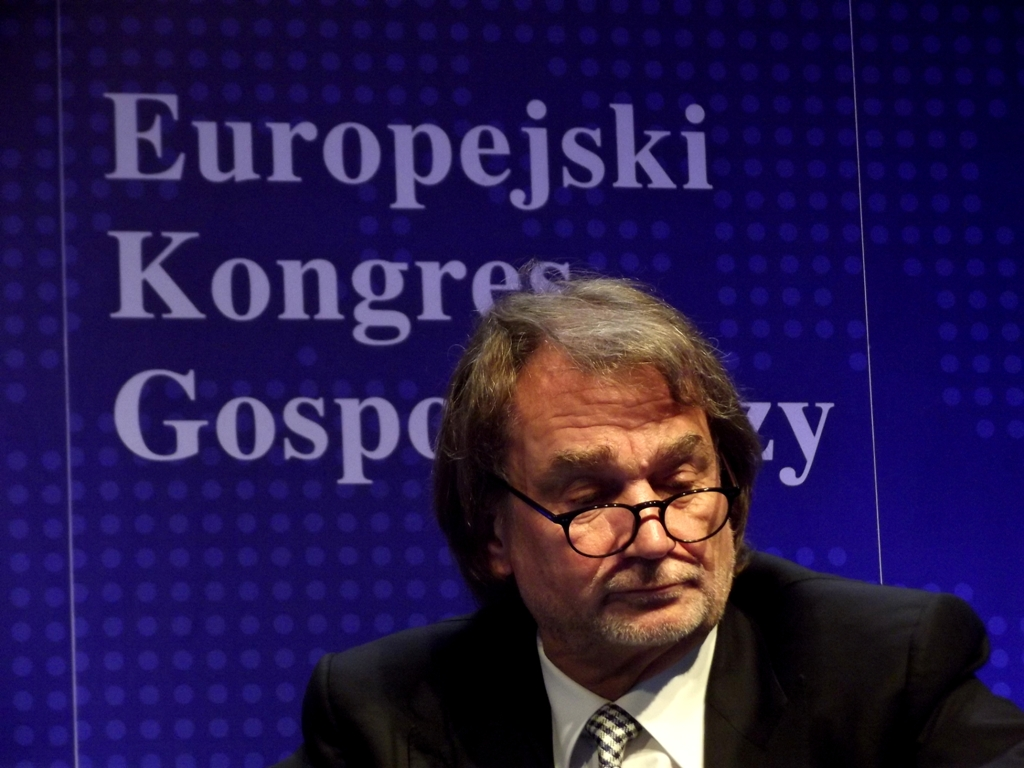
Jan Kulczyk na Europejskim Kongresie Gospodarczym (2013)

W 2012 magazyn „Forbes”, umieścił Jana Kulczyka na pierwszym miejscu listy najbogatszych polskich ludzi biznesu, wskazując, iż jego majątek wynosi 8,9 mld zł. W tym samym roku tygodnik „Wprost” również umieścił Jana Kulczyka na pierwszym miejscu swojej listy, jednak oszacował jego majątek na 9,7 mld złotych.
W 2013 amerykańskie czasopismo „Forbes” umieściło Jana Kulczyka na 384. miejscu wśród najbogatszych ludzi świata, szacując jego majątek na 3,5 mld USD. Był najwyżej uplasowanym Polakiem w rankingu światowych miliarderów.
Jan Kulczyk 13 razy zajął pierwsze miejsce na liście 100 najbogatszych Polaków tygodnika „Wprost”:
| Rok  | Miejsce | Majątek (w mld zł) |
| ---- | ------- | ------------------ |
| 2002 | 1       | 12                 |
| 2003 | 1       | 12,5               |
| 2004 | 1       | 12,5               |
| 2005 | 1       | 5,5                |
| 2006 | 1       | 4,1                |
| 2007 | 12      | 3,2                |
| 2008 | 1       | 6,7                |
| 2009 | 1       | 5,9                |
| 2010 | 1       | 7,1                |
| 2011 | 1       | 8,5                |
| 2012 | 1       | 9,7                |
| 2013 | 1       | 12,5               |
| 2014 | 1       | 13,1               |
| 2015 | 1       | 15,1               |

Miejsce 12. w 2007 zajął ze względu na rozwód z Grażyną Kulczyk.
W rankingu amerykańskiej edycji dwutygodnika „Forbes” w 2015 Kulczyk zajął 418 miejsce (3,9 mld dolarów).

## Odznaczenia i nagrody
- Nagroda im. Ireny Sendlerowej (2015)[58]
- Krzyż Oficerski Orderu Odrodzenia Polski (2015)[59][60]
- Perła Honorowa Polskiej Gospodarki w kategorii gospodarka (2013)[61]
- Nagroda Przyjaciel Afryki (2013)[62]
- Tytuł Przyjaciel Nigerii (2013)[63]
- Tytuł Mecenasa Kultury (2012)[64]
- Krzyż Kawalerski Orderu Odrodzenia Polski (1998)[65]
- Nagroda Kisiela 1992
- Order Świętego Stanisława (nadany przez Juliusza Nowina-Sokolnickiego)[66]